# Olympische Sommerspiele 2020/Teilnehmer (St. Lucia)
| Gelbes Symbol für Goldmedaillen mit stilisierten Olympischen Ringen | Graues Symbol für Silbermedaillen mit stilisierten Olympischen Ringen | Braundes Symbol für Bronzemedaillen mit stilisierten Olympischen Ringen |
| ------------------------------------------------------------------- | --------------------------------------------------------------------- | ----------------------------------------------------------------------- |
| —                                                                   | —                                                                     | —                                                                       |

Saint Lucia nahm an den Olympischen Spielen 2020 in Tokio teil. Es war die insgesamt siebte Teilnahme an Olympischen Sommerspielen. Das Saint Lucia Olympic Committee nominierte fünf Athleten in drei Sportarten.

## Teilnehmer nach Sportarten

### Leichtathletik
Springen und Werfen
| Athleten       | Wettbewerb | Qualifikation | Qualifikation | Finale        | Finale        | Rang |
| Athleten       | Wettbewerb | Weite/Höhe    | Rang          | Weite/Höhe    | Rang          | Rang |
| -------------- | ---------- | ------------- | ------------- | ------------- | ------------- | ---- |
| Frauen         |            |               |               |               |               |      |
| Levern Spencer | Hochsprung | 1,86 m        | 22            | ausgeschieden | ausgeschieden | 22   |

### Schwimmen
| Athleten            | Wettbewerb     | Vorlauf | Vorlauf | Halbfinale    | Halbfinale    | Finale        | Finale        | Rang |
| Athleten            | Wettbewerb     | Zeit    | Rang    | Zeit          | Rang          | Zeit          | Rang          | Rang |
| ------------------- | -------------- | ------- | ------- | ------------- | ------------- | ------------- | ------------- | ---- |
| Frauen              |                |         |         |               |               |               |               |      |
| Mikaili Charlemagne | 50 m Freistil  | 26,99 s | 49      | ausgeschieden | ausgeschieden | ausgeschieden | ausgeschieden | 49   |
| Männer              |                |         |         |               |               |               |               |      |
| Jean-Luc Zephir     | 100 m Freistil | 51,94 s | 54      | ausgeschieden | ausgeschieden | ausgeschieden | ausgeschieden | 54   |

### Segeln
| Athleten                | Wettbewerb   | Qualifikation | Qualifikation | Medal Race    | Medal Race    | Punkte | Rang |
| Athleten                | Wettbewerb   | Punkte        | Rang          | Punkte        | Rang          | Punkte | Rang |
| ----------------------- | ------------ | ------------- | ------------- | ------------- | ------------- | ------ | ---- |
| Frauen                  |              |               |               |               |               |        |      |
| Stephanie Devaux-Lovell | Laser Radial | 216           | 28            | ausgeschieden | ausgeschieden | 216    | 28   |
| Männer                  |              |               |               |               |               |        |      |
| Luc Chevrier            | Laser        | 261           | 31            | ausgeschieden | ausgeschieden | 261    | 31   |